# Cassia leptoclada
Cassia leptoclada är en ärtväxtart som beskrevs av George Bentham. Cassia leptoclada ingår i släktet Cassia och familjen ärtväxter. Inga underarter finns listade i Catalogue of Life.